# Schoonouwen
Schoonouwen est un hameau de la commune néerlandaise de Krimpenerwaard, dans la province de la Hollande-Méridionale. Le 1er janvier 2007, le hameau comptait 150 habitants.